# Guadua chacoensis
Guadua chacoensis là một loài thực vật có hoa trong họ Hòa thảo. Loài này được (Rojas Acosta) Londoño & P.M.Peterson mô tả khoa học đầu tiên năm 1992.